# Górczynek
Górczynek – część miasta Poznania, w jego zachodniej części, na osiedlu samorządowym Górczyn. Położony jest między Kopaniną a Świerczewem.

## Historia
W 1993 roku utworzono jednostkę pomocniczą miasta Osiedle Górczynek. W 1994 r. utworzono Osiedle ks. Ignacego Skorupki. Następnie w 1999 r. utworzono osiedle Górczyn. W 2002 r. zmieniono granice osiedla Górczynek. W 2010 r. w Poznaniu przeprowadzono reformę funkcjonalną jednostek pomocniczych i zdecydowano o połączeniu z dniem 1 stycznia 2011 roku osiedli administracyjnych Górczyn, Górczynek i os. ks. Ignacego Skorupki w jedno osiedle Górczyn.